# Rally de Zlín de 2013
El Rally de Zlín de 2013, oficialmente 43. Barum Czech Rally Zlín 2013, fue la 43.ª edición y la octava ronda de la temporada 2013 del Campeonato de Europa de Rally. Se celebró del 30 de agosto al 1 de septiembre y contó con un itinerario de quince tramos sobre asfalto que sumaban un total de 234,78 km cronometrados.
El ganador fue el checo Jan Kopecký que a bordo del Škoda Fabia S2000 se impuso en una prueba que dominó de principio a fin. En la primera y segunda jornada marcó el mejor tiempo en los nueve tramos que se disputaron, por lo que en la última se limitó a administrar su ventaja. Segundo fue Václav Pech jr. con un Mini Cooper S2000 y tercero Jaromír Tarabus con un Škoda Fabia S2000. Roman Kresta que terminó en la quinta posición final con otro Fabia S2000, se encontraba en la tercera posición tras la segunda jornada pero un pinchazo le hizo perder más de tres minutos y alejarlo de los puestos del podio. El triunfo de Kopecký lo afianzó como sólido líder del campeonato europeo tras sumar su quinta victoria en la temporada.

## Itinerario
| Día   | Tramo | Hora  | Nombre      | Distancia | Ganador            | Tiempo  | Vel. media | Líder rally |
| ----- | ----- | ----- | ----------- | --------- | ------------------ | ------- | ---------- | ----------- |
| Día 1 | SS1   | 21:15 | SSS Zlín    | 9.36 km   | Jan Kopecký        | 7:06.7  | 79.0 km/h  | Jan Kopecký |
| Día 2 | SS2   | 09:23 | Biskupice 1 | 8.81 km   | Jan Kopecký        | 4:54.5  | 101.7 km/h | Jan Kopecký |
| Día 2 | SS3   | 10:16 | Troják 1    | 22.03 km  | Jan Kopecký        | 12:12.7 | 108.2 km/h | Jan Kopecký |
| Día 2 | SS4   | 10:59 | Semetín 1   | 11.51 km  | Jan Kopecký        | 6:36.4  | 104.5 km/h | Jan Kopecký |
| Día 2 | SS5   | 14:12 | Pindula 1   | 18.43 km  | Jan Kopecký        | 9:44.8  | 113.5 km/h | Jan Kopecký |
| Día 2 | SS6   | 15:05 | Troják 2    | 22.03 km  | Jan Kopecký        | 12:02.8 | 109.7 km/h | Jan Kopecký |
| Día 2 | SS7   | 15:48 | Semetín 2   | 11.51 km  | Jan Kopecký        | 6:33.6  | 105.3 km/h | Jan Kopecký |
| Día 2 | SS8   | 19:01 | Biskupice 2 | 8.81 km   | Jan Kopecký        | 4:54.6  | 107.7 km/h | Jan Kopecký |
| Día 2 | SS9   | 19:44 | Pindula 2   | 18.43 km  | Jan Kopecký        | 9:50.0  | 112.5 km/h | Jan Kopecký |
| Día 3 | SS10  | 08:53 | Maják 1     | 23.66 km  | Roman Kresta       | 13:51.3 | 102.5 km/h | Jan Kopecký |
| Día 3 | SS11  | 09:41 | Jankovice 1 | 19.42 km  | Pavel Valoušek jr. | 11:32.0 | 101.0 km/h | Jan Kopecký |
| Día 3 | SS12  | 10:34 | Žlutava 1   | 8.85 km   | Roman Kresta       | 5:21.4  | 99.1 km/h  | Jan Kopecký |
| Día 3 | SS13  | 12:47 | Maják 2     | 23.66 km  | Roman Kresta       | 13:42.5 | 103.6 km/h | Jan Kopecký |
| Día 3 | SS14  | 13:35 | Jankovice 2 | 19.42 km  | Roman Kresta       | 11:08.9 | 104.5 km/h | Jan Kopecký |
| Día 3 | SS15  | 14:28 | Žlutava 2   | 8.85 km   | Pavel Valoušek jr. | 5:16.7  | 100.6 km/h | Jan Kopecký |

## Clasificación final
| Pos. | Piloto              | Copiloto         | Automóvil                   | Tiempo    | Diferencia | Puntos |
| ---- | ------------------- | ---------------- | --------------------------- | --------- | ---------- | ------ |
| 1.   | Jan Kopecký         | Pavel Dresler    | Škoda Fabia S2000           | 2:15:23.0 | 0.0        |        |
| 2.   | Václav Pech jr.     | Petr Uhel        | Mini Cooper S2000 1.6T      | 2:16:24.6 | +1:01.6    |        |
| 3.   | Jaromír Tarabus     | Daniel Trunkát   | Škoda Fabia S2000           | 2:17:55.7 | +2:32.7    |        |
| 4.   | Sepp Wiegand        | Frank Christian  | Škoda Fabia S2000           | 2:18:27.3 | +3:04.3    |        |
| 5.   | Roman Kresta        | Petr Gross       | Škoda Fabia S2000           | 2:19:21.7 | +3:58.7    |        |
| 6.   | Miroslav Jakeš      | Igor Norek       | Mitsubishi Lancer Evo IX    | 2:21:58.8 | +6:35.8    |        |
| 7.   | Jaroslav Orsák      | Lukáš Kostka     | Mitsubishi Lancer Evo IX R4 | 2:23:15.1 | +7:52.1    |        |
| 8.   | Pavel Valoušek jun. | Martina Škardová | Ford Fiesta R5              | 2:23:15.6 | +7:52.6    |        |
| 9.   | Antonín Tlusťák     | Lukáš Vyoral     | Škoda Fabia S2000           | 2:23:50.4 | +8:27.4    |        |
| 10.  | Robert Kořístka     | Michal Drozd     | Mitsubishi Lancer Evo IX    | 2:25:00.2 | +9:37.2    |        |

| Predecesor: Rumania 2013 | ERC 2013 | Sucesor: Polonia 2013 |